# 神奈川県立こども医療センター
神奈川県立こども医療センター（かながわけんりつこどもいりょうセンター）は、神奈川県横浜市南区にある医療機関である。「こども医療センター」と称することもある。

## 沿革
- 1970年（昭和45年）4月 - 神奈川県立こども医療センターを開設。
- 1977年（昭和52年）1月 - 県立横浜南養護学校をこども医療センター内に設置。
- 2010年（平成22年）4月 - 地方独立行政法人 神奈川県立病院機構へ移行。

## 診療科
- 総合診療科
- 救急診療科
- 集中治療科
- 血液・再生医療科
- 内分泌代謝科
- 感染免疫科
- 遺伝科
- 輸血科
- アレルギー科
- 神経内科
- 循環器科
- 外科
- 整形外科
- リハビリテーション科
- 形成外科
- 脳神経外科
- 心臓血管外科
- 皮膚科
- 泌尿器科
- 眼科
- 耳鼻咽喉科
- 放射線科
- 歯科
- 麻酔科
- 病理科
- 児童思春期精神科
- 新生児科
- 内科（母性）
- 産婦人科
- 放射線技術科

診療協力部門
- 看護局
- 検査科
- 薬剤科
- 栄養管理科
- 臨床心理室
- 言語聴覚室
- 理学療法室
- 作業療法室
- 保健福祉相談室
- 地域医療連携室
- 図書室
- 臨床工学室
- 臨床研究所
- 治験管理室
- 肢体不自由児施設
- 重症心身障害児施設

## 医療機関の指定等
- 地域医療支援病院
- 総合周産期母子医療センター

## 交通アクセス
- 京急本線弘明寺駅下車、平戸桜木道路に出て、「弘明寺口」バス停より神奈中バスを利用。
  - 横44系統/戸45系統 こども医療センター経由戸塚駅東口行・東01系統 こども医療センター経由東戸塚駅東口行・井10系統 別所中里台経由こども医療センター行で「こども医療センター」バス停下車。
  - 横43系統 戸塚駅東口行で「引越坂」バス停下車、徒歩約8分（約500m）。
- JR東日本東戸塚駅東口より神奈中バスを利用。
  - 東01系統 こども医療センター経由井土ヶ谷下町行で「こども医療センター」バス停下車。
- JR東日本戸塚駅東口より神奈中バスを利用。
  - 横44系統 こども医療センター経由横浜駅東口行・戸45系統 こども医療センター・南区総合庁舎前経由桜木町駅前行・戸25系統 こども医療センター行で「こども医療センター」バス停下車。
  - 横43系統 井土ヶ谷経由横浜駅東口行で、「六ツ川四丁目」バス停下車、徒歩約8分（約500m）。

## 労働組合
神奈川県立病院機構には、いくつかの労働組合がある。
- 神奈川県立病院労働組合（県病院労組）
- 全国一般労働組合 全国協議会神奈川(精神医療センターのみ)